# Philotrypesis
Philotrypesis (лат.) — род наездников из семейства Птеромалиды (до 2022 года в Agaonidae).

## Описание
Длина тела самки около 2 мм (с яйцекладом в 2—3 раза больше), основная окраска коричневая. Самку этого рода можно узнать по удлинённым седьмому и восьмому уротергитам и субквадратной переднеспинке. Все описанные виды фиговых наездников Philotrypesis являются паразитоидами или инквилинами других фиговых наездников, связанных с секциями Conosycea, Ficus, Galoglychia, Sycidium, Sycocarpus и Urostigma фиговых деревьев (инжир и другие). Среди отмеченных хозяев Philotrypesis — наездники Blastophaga (Agaoninae), инжирный плодовый наездник (Blastophaga psenes), Ceratosolen dentifer Wiebes, Ceratosolen notus Baker, Ceratosolen solmsi Mayr, Eupristina verticillata Waterston, Kradibia brownii Ashmead, Kradibia gestroi Grandi и Platyscapa quadraticeps Mayr.
Вид Philotrypesis caricae клептопаразит инжирного плодового наездника. Личинки Ph. caricae питаются внутри фиги, конкурируя с Blastophaga psenes.

## Систематика
Известно около 40 видов. Род был впервые описан в 1878 году. Включён в состав трибы Otitesellini из семейства Птеромалиды. До 2022 года род был в составе семейства Agaonidae или в отдельной трибе Philotrypesini из подсемейства Sycoryctinae.
- Philotrypesis affinis (Westwood, 1883)
- Philotrypesis africana Grandi, 1921
- Philotrypesis angela Girault, 1915
- Philotrypesis anguliceps (Westwood, 1883)
- Philotrypesis aterrima (Saunders, 1883)
- Philotrypesis bimaculata Mayr, 1885
- Philotrypesis breviventris Abdurahiman & Joseph, 1968[14]
- Philotrypesis caricae (Linnaeus, 1762)
- Philotrypesis cnephaea Wiebes, 1981
- Philotrypesis distillatoria Grandi, 1926
- Philotrypesis dunia Joseph, 1954[15]
- Philotrypesis emeryi Grandi, 1926
- Philotrypesis erythraea Grandi, 1921
- Philotrypesis ficicola Ashmead, 1905
- Philotrypesis finitimorum Wiebes, 1971
- Philotrypesis grandii Wiebes, 1966
- Philotrypesis immaculata Girault, 1915
- Philotrypesis indica (Abdurahiman & Joseph, 1976)
- Philotrypesis jacobsoni Grandi, 1926
- Philotrypesis javae Girault, 1919
- Philotrypesis josephi Balakrishnan, Abdurahiman & Joseph, 1982[16]
- Philotrypesis longicaudata Mayr, 1906
- Philotrypesis longicornis Grandi, 1921
- Philotrypesis longispinosa Joseph, 1954[15]
- Philotrypesis longiventris Girault, 1915
- Philotrypesis marginalis Priyadarsanan, 2000[17]
- Philotrypesis minuta Mayr, 1885
- Philotrypesis nervosa Priyadarsanan, 2000[17]
- Philotrypesis okinavensis Ishii, 1934
- Philotrypesis palmata Joseph, 1954[15]
- Philotrypesis parca Wiebes, 1981
- Philotrypesis pilosa Mayr, 1906
- Philotrypesis quadrisetosa (Westwood, 1883)
- Philotrypesis selenitica Grandi, 1921
- Philotrypesis silvensis Girault, 1915
- Philotrypesis similis Baker, 1913
- Philotrypesis spinipes Mayr, 1885
- Philotrypesis taiwanensis Chen, 1999[18]
- Philotrypesis thompsoni Grandi, 1926
- Philotrypesis transiens (Walker, 1871)
- Philotrypesis tridentata Joseph, 1954[15]
- Philotrypesis tristis Grandi, 1926
- Philotrypesis unispinosa Mayr, 1906

## Распространение
Встречаются повсеместно в тропиках и субтропиках Старого Света (отсутствуют в зонах умеренного климата Азии и Южной Америки). Афротропика: Эритрея, Гвинея, Сьерра-Леоне, Южная Африка, Замбия, Зимбабве; Австралазия: Австралия, Индонезия; Неарктика: США (интродукция Philotrypesis emeryi во Флориду); Индо-Малайская область: Индонезия, Япония, материковый Китай, Малайзия, Филиппины, Шри-Ланка, Тайвань, Вьетнам; Палеарктика: Франция, Израиль, Италия.